# 余純安
余純安（1992年2月13日—）是台灣男子籃球運動員，場上位置為得分后卫，現效力台灣職業籃球大聯盟高雄全家海神。他在第十一季超級籃球聯賽新人選秀會中以第一輪第三順位被臺灣銀行選中。

## 早年生活
余純安唸國小時，哥哥是學校籃球隊的一員，因此教練也找余純安去練球。後來，余純安進入高雄七賢國民中學，前兩年他都沒能獲選為角逐國中籃球聯賽（JHBL）的成員，直到國中三年級才獲報名參加國中籃球聯賽。

## 高中生涯
余純安國中畢業後，赴台北就讀松山高中，他在高中二年級時助該校以16連勝贏得97學年度高中籃球聯賽（HBL）冠軍暨隊史首冠，翌年他助球隊達成跨季29連勝，並成功連霸，贏得98學年度高中籃球聯賽冠軍。

## 大學生涯
余純安大學就讀於國立臺灣師範大學，他在大學一年級時師大正尋求三連霸UBA，該賽季他也與同期隊友、已有SBL經歷的學長們一齊贏得99學年度UBA冠軍。
大二球季時，UBA完全禁止SBL球員參賽，使得師大戰力受到影響，在季初先二連敗，隨後才拿下五連勝，以小組第三進入複賽，最後位居100學年度UBA第四名。翌年，師大則獲得101學年度UBA季軍。

## 職業生涯

### 臺灣銀行
余純安為師大贏得101學年度UBA季軍後，投入了第十一季超級籃球聯賽新人選秀會，當時SBL舉辦了新秀測試會，他的表現獲得臨場觀賽的NBA球星內特·羅賓森稱讚。余純安也在幾天後的選秀會，由臺灣銀行籃球隊以首輪第三順位選入，出席選秀的時任台銀助理教練程恩傑稱：「球團相當欣賞余純安的攻守表現，加上他的國手資歷也夠，因此在第3順位就決定選擇他」。

### 高雄全家海神
2021年6月30日，與T1聯盟高雄海神簽下四年合約。2025年7月18日，高雄全家海神宣布與余純安續約三年。

## 國家隊生涯
余純安入選了中華台北U18男子籃球代表隊，為中華台北在2010年亞洲U18青年籃球錦標賽上陣7秒，隨隊獲得第三名。後來也再度參加2011年U19世界青年籃球錦標賽。

## 生涯數據

### T1聯盟
例行賽
| 賽季    | 球隊         | GP | MPG   | 2P% | 3P%  | FT% | RPG | APG | SPG | BPG | PPG |
| ------- | ------------ | -- | ----- | --- | ---- | --- | --- | --- | --- | --- | --- |
| 2021–22 | 高雄全家海神 | 28 | 19:42 | 52  | 27.3 | 50  | 2.4 | 1   | 1   | 0.3 | 7.5 |

## 外部連結
- 余純安的Instagram帳戶
- 余純安在fiba.basketball（英语）
- 余純安在archive.fiba.com（存檔）（英语）
- 余純安在台灣職業籃球大聯盟官網
- 余純安在Eurobasket.com（球員）（英语）
- 余純安在Proballers（英语）
- 余純安在RealGM（球員）（英语）
- 余純安在Flashscore（英语）